# Nekrolog 1434
Nekrolog
◄◄
| ◄
| 1430
| 1431
| 1432
| 1433
| 1434 | 1435 | 1436 | 1437 | 1438 | ► | ►►
Weitere Ereignisse | Allgemeiner Nekrolog 1434
Die Beschreibung der verstorbenen Person sollte so kurz wie möglich gehalten sein und nur deren signifikante Tätigkeit(en) enthalten.
Neue Namen ggf. auch unter dem Geburts- und Sterbedatum, also etwa unter 1. Januar und im Geburts- und Sterbejahr (2024) eintragen (nur bei entsprechender großer Wichtigkeit). Für Beispiele siehe die schon vorhandenen Artikel.
Außerdem über die fünf zuletzt Verstorbenen, zu denen es einen ausreichend guten Artikel für eine Präsentation auf der Hauptseite gibt, nach der todesbedingten Überarbeitung der Artikel ggf. auch unter Wikipedia Diskussion:Hauptseite informieren und sie am besten auch in den anderen Wikipedia-Sprachversionen eintragen. Tipp: Regelmäßig bei news.google.de nach „ist tot“, „gestorben“ oder „verstorben“ suchen.
Wenn eine Person gestorben ist, gibt es viele Seiten zu dieser Person in der Wikipedia, die davon auch betroffen sind und entsprechend aktualisiert werden müssen. Beispiele: Namenübersichtsseite, Geburtsjahr, Geburtsort-Seiten und viele mehr.
Wie finde ich die betroffenen Seiten?
Im Suchfeld auf der linken Seite gibt man den Suchbegriff so ein: „Vorname Nachname“. Dann klickt man auf Volltext und alle Seiten mit entsprechendem Suchtext werden aufgerufen. Hier sieht man dann schnell, wo auch das Todesjahr Sinn macht oder sogar ein Teil des Artikels angepasst werden muss. Auch hilft das „Werkzeug“ auf der linken Seite sehr gut, um solche Seiten aufzufinden: „Links auf diese Seite“. Somit ist die Wikipedia wieder aktuell in allen Bereichen! Hinweis: bei Eintragung der Kategorie „Gestorben JAHR“ wird der Missbrauchsfilter 49 ausgelöst, was jedoch nicht schlimm ist. Siehe: Spezial:Missbrauchsfilter/49
Dies ist eine Liste von im Jahr 1434 verstorbenen bekannten Persönlichkeiten. Die Einträge erfolgen innerhalb der einzelnen Daten alphabetisch sortiert. Tiere sind im Nekrolog für Tiere zu finden.

## März
| Tag      | Name           | Beruf, bekannt als                                  | Alter | Beleg |
| -------- | -------------- | --------------------------------------------------- | ----- | ----- |
| 6. März  | Heinrich Faber | zweiter Abt der späteren Reichsabtei Ochsenhausen   |       |       |
| 14. März | Thomas Chaucer | englischer Politiker, Sprecher des House of Commons |       |       |

## Mai
| Tag     | Name              | Beruf, bekannt als                                                                                        | Alter | Beleg |
| ------- | ----------------- | --- | ----- | ----- |
| 5. Mai  | Dietrich Engelhus | Schullehrer und Chronist                                                                                  |       |       |
| 5. Mai  | Johannes Rothe    | Verfasser chronistischer, didaktischer und juristischer Schriften, sowie von Werken der geistlichen Prosa |       |       |
| 30. Mai | Andreas Prokop    | Heeresführer der Hussiten                                                                                 |       |       |

## Juni
| Tag      | Name                   | Beruf, bekannt als                                      | Alter | Beleg |
| -------- | ---------------------- | ------------------------------------------------------- | ----- | ----- |
| 1. Juni  | Władysław II. Jagiełło | Großfürst von Litauen, König von Polen                  |       |       |
| 10. Juni | Johann von Veldenz     | Graf von Veldenz, Abt des Klosters Weißenburg (Elsass)  |       |       |
| 10. Juni | Konrad von Dhaun       | deutscher Geistlicher, Erzbischof von Mainz (1419–1434) |       |       |
| 11. Juni | Bernhard I.            | Fürst von Lüneburg                                      |       |       |
| 16. Juni | Johann Kuchelmund      | Benediktiner                                            |       |       |
| 19. Juni | Alexandra von Litauen  | Prinzessin von Litauen, Herzogin von Masowien           |       |       |
| Juni     | Maria                  | Herzogin von Auvergne                                   |       |       |

## August
| Tag        | Name                    | Beruf, bekannt als                            | Alter | Beleg |
| ---------- | ----------------------- | --------------------------------------------- | ----- | ----- |
| 4. August  | Konrad von Zwole        | Bischof von Olmütz und Administrator von Prag |       |       |
| 26. August | Margarete von der Pfalz | Herzogin von Lothringen                       |       |       |

## November
| Tag          | Name                      | Beruf, bekannt als                                                                  | Alter | Beleg |
| ------------ | ------------------------- | ----------------------------------------------------------------------------------- | ----- | ----- |
| 12. November | Ludwig III.               | Titularkönig von Neapel, Herzog von Anjou und Touraine, Graf von Provence und Maine | 31    |       |
| 30. November | Johann II. von Schleinitz | Bischof von Naumburg                                                                |       |       |

## Dezember
| Tag          | Name               | Beruf, bekannt als        | Alter | Beleg |
| ------------ | ------------------ | ------------------------- | ----- | ----- |
| 15. Dezember | Enrique de Villena | spanischer Schriftsteller |       |       |

## Datum unbekannt
| Tag | Name                             | Beruf, bekannt als                                                     | Alter | Beleg |
| --- | -------------------------------- | ---------------------------------------------------------------------- | ----- | ----- |
|     | Abd al-Aziz II.                  | Kalif der Hafsiden (1394–1434)                                         |       |       |
|     | Amda Jesus                       | Kaiser von Äthiopien                                                   |       |       |
|     | Juan Alfonso de Baena            | spanischer Autor und Liedersammler                                     |       |       |
|     | Johann Darsow                    | Ratsherr der Hansestadt Lübeck                                         |       |       |
|     | Jean I. de Bourbon               | Herzog von Bourbon, Graf von Clermont-en-Beauvaisis, Graf von Forez    |       |       |
|     | Kasimir I.                       | Herzog von Auschwitz und Tost                                          |       |       |
|     | Puta der Jüngere von Častolowitz | böhmischer Adeliger, Hauptmann von Glatz, Frankenstein und Münsterberg |       |       |